# Epithora dorsalis
Epithora dorsalis là một loài bọ cánh cứng trong họ Cerambycidae.